# Anastasija Srpska
Prepodobna Anastasija Srpska (serbisch-kyrillisch Преподобна Анастасија Српска; † 21. Juni 1200) ist eine serbisch-orthodoxe Heilige. Ihr Feiertag ist der 22. Juni, der  nach dem gregorianischen Kalender am 5. Juli begangen wird.

## Leben
Ihr weltlicher Name war Ana. Da Stefan Nemanja der Begründer einer neuen Dynastie und nur unter dem Namen Nemanja oder Stefan Nemanja bekannt war, wird sie auch Ana Nemanjina (Nemanjas Ana) genannt. Sie war die Ehefrau des serbischen Großžupan Stefan Nemanja und Mutter der Söhne Vukan Nemanjić, Stefan Nemanjić und Rastko Nemanjić. Einige Historiker gehen davon aus, dass sie noch Töchter zur Welt brachte, deren genaue Anzahl unbekannt ist. Diese Begebenheit wie auch ihre und die Herkunft ihrer Familie ist mangels Quellen nicht einwandfrei verifizierbar. Um das Jahr 1196 trat sie in das Kloster der Hl. Mutter Gottes (serbisch: manastir Sv. Bogorodice) bei Kuršumlija unter dem Namen Anastasija ein. Später war sie wohl im Kloster Studenica in dem sie auch bestattet oder nach ihrem Tod dorthin umgebettet wurde. Das genaue Sterbejahr ist im Gegensatz zum Todestag und Monat unbekannt, die Mehrheit der Historiker hält das Jahr 1199 oder 1200 für am wahrscheinlichsten. Es war lange nicht klar, ob es sich wirklich um die Gebeine der Heiligen Anastasija Srpska im Kloster Studenica handelte. Neueste Untersuchungen sollen die Zweifel weitgehend ausgeräumt haben. Im selben Jahr 1196 wurde auch ihr Gatte Stefan Nemanja in der Nähe der Stadt Ras in der Kirche des Hl. Peter und Paul unter dem Namen Simeon Mönch, der um 1198 dann ins Kloster Hilandar wechselte. Sie ist eine von sechs weiblichen Heiligen der serbisch-orthodoxen Kirche. 